# Xã Ree, Quận Charles Mix, Nam Dakota
Xã Ree (tiếng Anh: Ree Township) là một xã thuộc quận Charles Mix, tiểu bang Nam Dakota, Hoa Kỳ. Năm 2010, dân số của xã này là 140 người.